# Розенкампф, Клавдий Леонидович
Кла́вдий Леони́дович Розенка́мпф (11 сентября 1867, Москва — после 1917) — русский архитектор, один из мастеров московского модерна. Автор многих построек в Москве, отличающихся своей профессиональностью.

## Биография
Был незаконнорождённым ребёнком, впоследствии усыновлённым собственным отцом. Окончил Московское училище живописи, ваяния и зодчества. Работал в Москве в стиле модерн, сохраняя приверженность этому стилю вплоть до начала 1910-х годов, затем перешёл к проектированию построек в стиле неоклассицизма. Жил в собственном доме на улице Малые Кочки. Судьба К. Л. Розенкампфа после 1917 года неизвестна.

## Постройки в Москве
- Доходный дом (1893, Мещанская улица, 27);
- Перестройка доходного дома Ф. В. Езерского (1903, Первая Тверская-Ямская улица, 38);
- Доходный дом Ф. В. Езерского (1903, Первая Тверская-Ямская улица, 6), выявленный объект культурного наследия[2];
- Доходный дом А. С. Панафидиной (1903, Лялин переулок, 11);
- Доходный дом Н. Козлова (1907, Старая Басманная улица, 5);
- Доходный дом С. И. Костякова (1909, Старопименовский переулок, 15);
- Надстройка к доходному дому А. А. Шешкова (1910, улица Малая Дмитровка, 11);
- Доходный дом (1910, Лялин переулок, 13−15), позднее надстроены;
- Доходный дом В. К. Фёдорова (1911, Трубниковский переулок, 8);
- Доходный дом Титовых (1911, Большая Садовая улица, 3, во дворе);
- Доходный дом М. В. Клюкина (1911, Ваганьковский (?) переулок, 9);
- Доходный дом Мозгиных (1911, улица Большая Дмитровка, 20/5, во дворе — Столешников переулок, 5 стр. 2), ценный градоформирующий объект[2];
- Доходный дом В. М. Костяковой (1911, улица Малая Дмитровка, 23);
- Доходный дом Каткова (1911, Пушкарёв переулок, 17);
- Доходный дом М. М. Тюляевой (1912, улица Малая Дмитровка, 3 — Настасьинский переулок, 8 стр. 1), выявленный объект культурного наследия[2];
- Доходный дом (1913, Бауманская улица, 28).